# Mariánský potok
Mariánský potok – potok górski w północnych Czechach w Sudetach Wschodnich, w Górach Złotych czes. Rychlebské hory
Górski potok, o długości około 5,4 km, prawy dopływ Černý potok, jest ciekiem V rzędu należącym do dorzecza Odry, zlewiska Morza Bałtyckiego.

## Położenie
Źródło potoku położone jest w Czechach w kraju ołomunieckim (czes. Olomoucký kraj), w okresie Jeseník w południowo-wschodniej części Gór Złotych (czes. Rychlebské hory) na północno-zachodnim zboczu wzniesienia Studniční vrch), na wysokości ok. 850 m n.p.m., między wzniesieniami: Na Radosti po południowo-zachodniej stronie i Sokoli vrch po północno-wschodniej.

## Charakterystyka
W części źródliskowej potok spływa w kierunku północno-zachodnim,  stromą szeroką zalesioną doliną i płynie do miejscowości Černá Voda. Na poziomie 420 m n.p.m. potok opuszcza zalesiony teren i wpływa pomiędzy zabudowania miejscowości Černá Voda, gdzie skręca na północny wschód w kierunku ujścia, gdzie na wysokości ok. 327 m n.p.m. w centrum miejscowości Černá Voda uchodzi do potoku IV rzędu Černý potok prawego dopływu Widnej (czes. Vidnavka. Koryto potoku kamienisto-żwirowe słabo spękane i na ogół nieprzepuszczalne z licznymi progami kamiennymi. W górnym biegu w wielu miejscach poniżej poziomu 810 m n.p.m., potok tworzy urocze wodospady i kaskady. Zasadniczy kierunek biegu potoku jest północny. Jest to potok górski odwadniający wschodnią część masywu Gór Złotych. Potok w górnym biegu dziki, w dolnym biegu częściowo uregulowany. W większości swojego biegu płynie lasem, brzegi w 90% zadrzewione. Potok charakteryzuje się dużymi nie wyrównanymi spadkami podłużnymi i zmiennymi wodostanami. Gwałtowne topnienie śniegów wiosną, a w okresach letnich wzmożone opady i ulewne deszcze, które należą do częstych zjawisk w tym rejonie sprawiają wezbrania wody i często przybierają groźne rozmiary, stwarzając zagrożenie powodziowe u podnóża gór.Dopływy potoku stanowią małe cieki wodne bez nazwy.

## Inne
Na poziomie 585 m n.p.m. potok przepływa obok nieczynnego kamieniołomu marmuru z XIX wieku Kamienne wały.

## Dopływy
- bezimienne strumienie i potoki mające źródła na zboczach przyległych wzniesień.

## Miejscowości nad potokiem
- Černá Voda